# Agrianthus
Agrianthus, biljni rod iz porodice glavočika smješten u još neopisani podtribus, dio tribusa Eupatorieae. Postoji osam priznatih vrsta, sve su brazilski endemi.. Rod je opisan 1836.

## Opis
Agrianthus uključuje 9 vrsta koje su porijeklom iz sjevernog Minas Geraisa i Bahije u Brazilu (Hind 1993, 2009). Ima poseban habitus, sa sjedećom kapitulescencijom i skvamiformnim (u obliku ljuske) listovima, kao i subplumoznim papusom koji je obično relativno kratak.

## Vrste
1. Agrianthus almasensis D.J.N.Hind
2. Agrianthus carvalhoi D.J.N.Hind
3. Agrianthus empetrifolius Mart.
4. Agrianthus giuliettiae D.J.N.Hind
5. Agrianthus leutzelburgii Mattf.
6. Agrianthus microlicioides Mattf.
7. Agrianthus myrtoides Mattf.
8. Agrianthus pungens Mattf.